# Project 1950
Project 1950 — кавер-альбом группы The Misfits, выпущенный в 2003 году.

## Об альбоме
Project 1950 полностью состоит из кавер-версий на старые рок-н-ролльные композиции, главным образом, 1950-х и 1960-х годов. На этом альбоме басист The Misfits Джерри Онли дебютировал в качестве вокалиста группы. Джерри Онли — единственный оставшийся участник из состава, записавшего прошлый альбом «Famous Monsters».
Обложка альбома выполнена художником Тони Скуиндо.

## Список композиций
| №   | Название              | Автор(ы)                                  | Оригинал                                    | Длительность |
| --- | --------------------- | ----------------------------------------- | ------------------------------------------- | ------------ |
| 1.  | «This Magic Moment»   | Doc Pomus, Mort Shuman                    | The Drifters                                | 2:36         |
| 2.  | «Dream Lover»         | Bobby Darin                               | Bobby Darin                                 | 2:28         |
| 3.  | «Diana»               | Paul Anka                                 | Paul Anka                                   | 2:09         |
| 4.  | «Donna»               | Ritchie Valens                            | Ritchie Valens                              | 2:33         |
| 5.  | «Great Balls of Fire» | Otis Blackwell, Jack Hammer               | Jerry Lee Lewis                             | 1:50         |
| 6.  | «Latest Flame»        | Pomus, Shuman                             | Elvis Presley                               | 2:17         |
| 7.  | «Monster Mash»        | Bobby Pickett, Leonard L. Capizzi         | Bobby (Boris) Pickett and the Crypt-Kickers | 2:37         |
| 8.  | «Only Make Believe»   | Conway Twitty, Jack Nance                 | Loretta Lynn and Conway Twitty              | 2:16         |
| 9.  | «Runaway»             | Del Shannon, Max Crook                    | Del Shannon                                 | 2:24         |
| 10. | «You Belong to Me»    | Pee Wee King, Chilton Price, Redd Stewart | Jo Stafford                                 | 3:10         |

## Бонусный DVD
1. «This Magic Moment»
2. «Dream Lover»
3. «Diana»
4. «Donna»
5. «Runaway»

- Треки 1-4 были записаны на чемпионате по сноубордингу «Phillips US Open Snowboarding Championships»
- Трек 5 — концертная запись, сделанная 31 октября 2002 года в нью-йоркском клубе «The World»

Дополнительные материалы:
- «Day The Earth Caught Fire»: Концерт в Нью-Йорке — The Misfits совместно с Balzac
- «The Haunting/Don’t Open 'Till Doomsday»: Концерт в Японии — Balzac совместно с The Misfits
- «Day The Earth Caught Fire»: Концерт в Японии — Balzac совместно с The Misfits
- «The Haunting/Don’t Open 'Till Doomsday» — видеоклип Balzac
- «Out of the Blue» — видеоклип Balzac

## В записи участвовали
- Джерри Онли — бас-гитара, вокал
- Марки Рамон — ударные, перкуссия
- Дез Кадена — гитара
- Джон Кафиеро — бэк-вокал на «Dream Lover», «Monster Mash» и «Runaway»
- Ронни Спектр — бэк-вокал на «This Magic Moment» и «You Belong To Me»
- Джимми Дестри — клавишные на «Runaway» и «Great Balls Of Fire»
- Эд Мэнион — саксофон на «Diana» и «Runaway»